# 木岡英三郎
木岡 英三郎（きおか えいざぶろう、1895年3月31日 - 1982年3月15日）は、オルガン奏者。日本のオルガン演奏家草分け。

## 生涯
1895年（明治28年）に広島県で生まれ、1918年（大正7年）明治学院高等科を卒業。
在学中、学院礼拝堂 メイソン・アンド・ハムリン社製のペダル付き二段鍵盤オルガンの学生オルガニストの他、男性聖歌隊「グレゴリーバンド」の一員として、同期の鳥居忠五郎らと活躍。
その後、東京音楽学校（現東京芸術大学）ピアノ科を経て、米国に留学、エール、コロンビア両大学音楽科を卒業し、続いてフランスに渡り、パリのスコラ・カントルムで学びながら、ノートルダム寺院でセザール・フランクの高弟ルイ・ヴィエルヌ、スコラ・カントルムのヴァンサン・ダンディ、サン・シュールピース寺院のシャルル＝マリー・ヴィドールなど、当時のオルガン界の巨匠に師事、更にドイツではライプツィヒ聖トーマス教会のカール・シュトラウベにも師事、パイプオルガン演奏を研鑽し、大正末期に帰国。
帰国後はオルガン演奏や教会音楽活動を活発に行う。帰国直後の最初の演奏会は、1926年（大正15年）に立教大学のチャペルで開催された。同1926年（大正15年）「基督教音楽聯盟」を組織し、1931年（昭和6年）には昭和6年版『讃美歌 (1931年版)』の音楽主査となり、編集出版を助け、自作の曲8曲を収めた。また紀州徳川家の南葵音楽堂（南葵音楽文庫付属）の主任オルガニストのかたわら、青山学院神学部、日本ルーテル神学校、東京女子大学、東京高等音楽学院などで音楽を教え、青山・聖三一教会、麹町・ドイツ教会などで、バッハやフランクのオルガン曲を紹介。
1940年10月17日の神嘗祭の日に青山学院で開催された皇紀二千六百年奉祝全国基督教信徒大会の奉祝前奏曲を作曲した。
第二次世界大戦後の1949年（昭和24年）再び渡米し、2年間ニューヨークのユニオン神学校やウェストミンスター・クワイア・カレッジにて研修し、帰国後は「基督教音楽出版」を主宰し、オルガン・ブック（I～VI集）の編集や教会音楽に必修な合唱文献の翻訳出版に力を注ぎ、英、独、仏、ラテンの語学に通じていたため、ヘンデル作曲の「メサイア」を初めバッハ「ロ短調ミサ」「クリスマス・オラトリオ」、ハイドンの「天地創造」など50冊以上を出版。
1950年代には基督教音楽学会を開催し、夏の教会音楽学校を各地で開き、オルガニスト養成に努めた。1966年1月から2年半にわたり、毎月1回東京カテドラルで「オルカン・メディテーション」を開催し、古典と現代のドイツおよびフランスの音楽を演奏し活動。
1967年（昭和42年）には日本キリスト教文化協会から、日本の宗教音楽に貢献した一人としてキリスト教功労者表彰される。1975年（昭和50年）には政府より勲五等双光旭日章が贈られる。
木岡英三郎は生涯を通じ600回以上の音楽会を開催し、数十台以上のオルガンの設置に携わり、50冊におよぶ合唱文献の翻訳出版を行なった。1982年（昭和57年）3月15日逝去。